# St. Laurentius (Markranstädt)

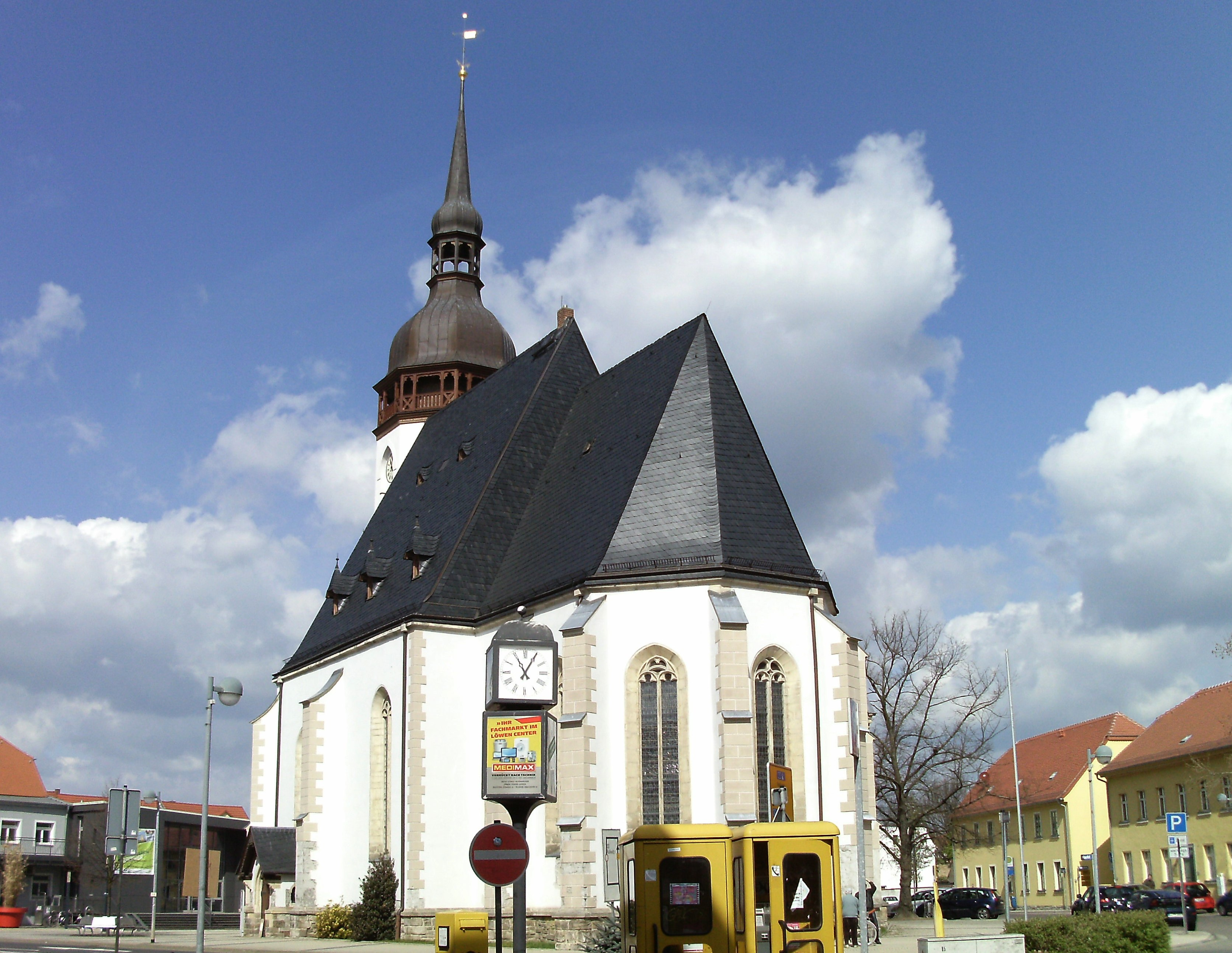
St. Laurentius (Markranstädt)

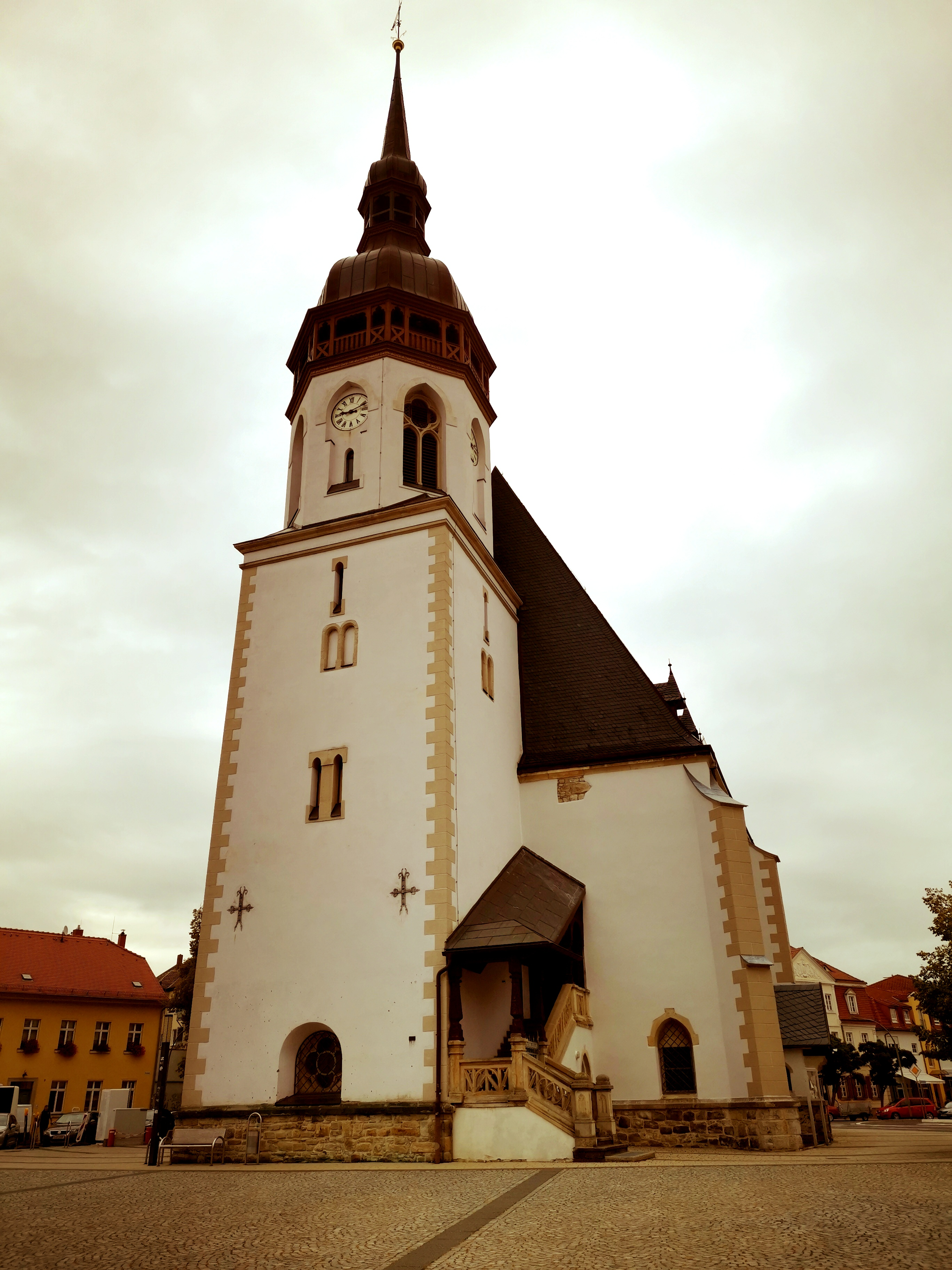
Turm

Die evangelische Kirche St. Laurentius ist eine spätgotische Saalkirche in Markranstädt im Landkreis Leipzig in Sachsen. Sie gehört zur Kirchgemeinde Markranstädter Land-Rückmarsdorf-Dölzig in der Evangelisch-Lutherischen Landeskirche Sachsens. Das Gotteshaus steht unter Denkmalschutz und ist mit der Nummer 09257781 in der Liste der Kulturdenkmale in Markranstädt verzeichnet.

## Geschichte und Architektur
Der Chor der spätgotischen Saalkirche war 1518 im Bau, die Einwölbung erfolgte im Jahr 1519, der Saal wurde 1521–1525 von den Meistern Thomas und Brosius erbaut, der Turm ist im Kern wohl romanisch. Beim eingreifenden Umbau durch Julius Zeißig in den Jahren 1899–1927 wurden die Fenster vergrößert und der Turm erhöht, eine Restaurierung erfolgte 1965.
Das Bauwerk ist ein Putzbau mit Walmdach, der Saal ist über annähernd quadratischem Grundriss, der eingezogene, etwas niedrigere Chor mit Fünfachtelschluss ausgestaltet, das Bauwerk mit Strebepfeilern. Am Chor sind Maßwerkfenster und ein zweigeschossiger Anbau vorhanden. Der im Kern ältere und nicht axial stehende Westturm ist über rechteckigem Grundriss errichtet, der oktogonale Aufbau mit Umgang ausgebildet, der Abschluss erfolgt mit Zwiebelhaube und Laterne, am Turm sind zwei zugesetzte Rundbogenfenster erhalten.
Der Saal ist mit verputztem Tonnengewölbe und Emporen an drei Seiten gestaltet, heute ist nur noch die Westempore zweigeschossig. Der Chor ist mit Sterngewölben und zwei Schlusssteinen geschlossen, auf den Schlusssteinen sind die Heiligen Laurentius und Johannes der Täufer sowie Bischof Adolph von Merseburg mit dem Heiligen Bartholomäus dargestellt. Die Sakristei ist mit Kreuzrippengewölbe geschlossen, im Obergeschoss ist die Ratsempore eingebaut. An der Nordseite ist ein Spitzbogenportal mit Stabgewände eingebaut, an der Südseite eine große spätgotische Sakramentsnische mit Stabwerk und Fialenrahmung, die vermutlich einst mit Figuren versehen war.

## Ausstattung
Der gemalte Flügelaltar von 1569 mit figurenreicher Darstellung der Kreuzigung, der Gethsemaneszene und der Auferstehung Jesu auf den Flügeln sowie des gegeißelten Christus und Maria bildet das Hauptstück der Ausstattung.
Die neugotische Kanzel wurde von Julius Zeißig um 1900 geschaffen, ein barockes Tauflesepult von Caspar Friedrich Löbelt mit Kartuschen und Inschrift ist auf das Jahr 1741 datiert. 
Mehrere Jugendstil-Glasmalereien stammen von 1906.

## Kreutzbach-Orgel

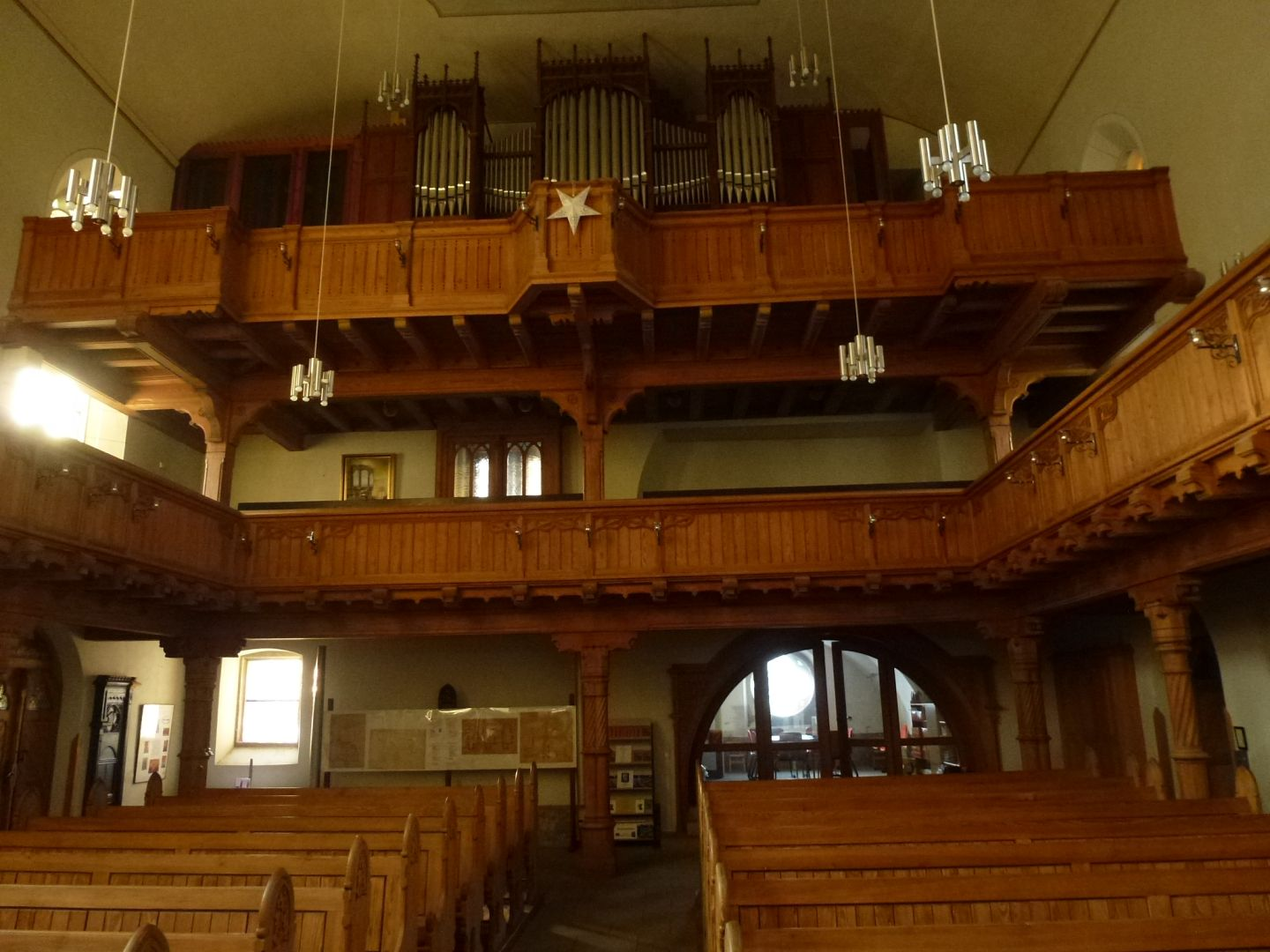
Kreutzbach-Orgel aus dem Jahr 1866

Die neugotische Orgel ist ein Werk von Richard Kreutzbach aus dem Jahr 1886 mit 24 Registern auf zwei Manualen und Pedal. Das Instrument wurde in den Jahren 2003 und 2007 von Gerd-Christian Bochmann überholt.
Disposition
| Hauptwerk C–f3 |     |      |
| Bordun         | 16′ |      |
| Prinzipal      | 8′  |      |
| Hohlflöte      | 8′  | 2007 |
| Viola di Gamba | 8′  |      |
| Rohrflöte      | 8′  |      |
| Principal      | 4′  |      |
| Gemshorn       | 4′  |      |
| Oktave         | 2′  |      |
| Cornett IV     |     |      |
| Mixtur IV      |     |      |
| Trompete       | 8′  | 2007 |

| Oberwerk C–f3   |    |      |
| Geigenprinzipal | 8′ |      |
| Salicional      | 8′ |      |
| Gedeckt         | 8′ |      |
| Aeoline         | 8′ | 2007 |
| Principal       | 4′ |      |
| Flauto Traverso | 4′ |      |
| Piccolo         | 2′ |      |
| Harmonia III    |    | 2007 |
| Oboe            | 8′ | 2007 |

| Pedal C–d1 |     |      |
| Violon     | 16′ | 2007 |
| Subbass    | 16′ |      |
| Principal  | 8′  |      |
| Posaune    | 16′ |      |

- Koppeln: Manualkoppel, Pedal - Hauptwerk
- Nebenregister und Spielhilfen: Fortissimo, Mezzoforte, Piano
- Tonhöhe a1 = 436 Hz

## Pfarrer
Auf der Internetseite pfarrerbuch.de sind Pfarrer dieser Kirche seit dem Jahr 1539 aufgelistet.